# Pont d'Esponellà
Pont d'Esponellà és un pont públic de l'arquitectura del ferro situat a Esponellà (Pla de l'Estany) i protegit com a bé cultural d'interès local.

## Descripció
És un pont aixecat sobre el riu Fluvià. Presenta sis forats, el central és cobert amb una jàssera metàl·lica de gelosia i la resta presenta arcs de mig punt. L'estructura és feta amb carreus regulars i a la base de les pilastres de l'arc central hi ha uns reforços triangulars. La part superior dels arcs és rematada per uns arquets volats de totxo, que fan de suport de la moderna barana metàl·lica.

## Història
En un document del segle xiv (1392), Sibil·la de Vilademuls autoritza la construcció del pont. L'obra es va acabar el segle xv (1442). Al segle xviii (1731) hi havia una garita en una punta per vigilar el pas del pont. L'any 1794 es va volar la part central del pont per impedir el pas de l'exèrcit francès. No es va restaurar fins a principis del segle XX (1900-1903) seguint el projecte de Martí sureda. Durant la retirada de l'exèrcit republicà, l'any 1939, va tornar a ser enderrocat. El van restaurar a finals del mateix any amb la forma actual.